# رریخی
رریخی (به چکی: Řeřichy) یک منطقهٔ مسکونی در جمهوری چک است که در ناحیه راکوونیک واقع شده‌است.